# Piptochaetium medium
Piptochaetium medium là một loài thực vật có hoa trong họ Hòa thảo. Loài này được (Speg.) Torres miêu tả khoa học đầu tiên năm 1969.